# Deuxième guerre ottomano-sorane
La Seconde guerre ottomano-sorane éclata à l’été 1836, après la victoire des Kurdes lors du conflit précédent. Le Mir de Rawanduz profita de l’affaiblissement temporaire de l’Empire ottoman engagé dans une guerre contre le Khédivat d'Égypte pour continuer son expansion en Anatolie, s’emparant de territoires stratégiques. Mais à peine la paix conclue avec Méhémet Ali , le sultan Mahmoud II redirigea ses armées vers le front kurde,,.

## Campagne militaire
Au début de l'été 1836, les rumeurs d’une campagne ottomane imminente poussèrent le Mir à se retirer à Rawanduz, où il renforça ses défenses. Isolé diplomatiquement, il tenta de jouer la carte perse, proposant au shah de Perse une alliance contre les Ottomans en échange de la reconnaissance de la suzeraineté iranienne. Mais la cour de Téhéran, jugeant la menace kurde plus préoccupante que son différend frontalier avec la Sublime porte, rejeta la proposition.
À la fin juillet 1836, les hostilités reprirent. Ahmed Bey, frère du Mir, dirigea une armée kurde forte de 40 000 hommes qui repoussa une première offensive ottomane. Face à cette résistance, le commandement ottoman usa d’une stratégie religieuse: une fatwa proclamée par un certain Mollah Khati déclara que quiconque combat les troupes du calife était un infidèle (kâfir). Cette décision divisa les soutiens du Mir, influencés par les mollahs favorables à l’Empire.

## Reddition et assassinat
Malgré sa méfiance envers la fatwa, le Mir n’osa pas s’opposer ouvertement aux autorités religieuses, de peur de perdre l’appui des masses. Isolé et abandonné, il accepta de se rendre. Conduit à Istanbul, il fut accueilli honorablement par le sultan Mahmoud II, qui lui offrit des présents et prononça un discours sur la fraternité islamique  pendant que les armées ottomanes incendiaient le Kurdistan,,.
Au bout de six mois d’exil, le Mir fut autorisé à regagner son pays, mais fut assassiné à Trébizonde en 1837 sur ordre du sultan. Sa mort provoqua une vague de soulèvements kurdes dans tout le Kurdistan: à Erzincan, Erzurum, Beyazit, dans la province de Bitlis, et plus au sud, à Kulp et dans les montagnes du Bahdinan.